# Herb powiatu lubelskiego
Herb powiatu lubelskiego – jeden z symboli powiatu lubelskiego, ustanowiony 21 grudnia 2001.

## Wygląd i symbolika
Herb przedstawia na tarczy w polu czerwonym srebrną głowę jelenia ze złotym porożem, skierowaną w heraldycznie prawą stronę ze złotą koroną królewską na szyi. Jest to uszczerbione godło z herbu województwa lubelskiego, w którym występuje cała sylwetka jelenia.